# El Seis (Piura)
El Seis es una localidad peruana ubicada en el distrito de Chulucanas, perteneciente a la provincia de Morropón del departamento de Piura, al norte del Perú. 

## Ubicación
El Seis se ubica al oeste de la provincia de Morropón, en el distrito de Chulucanas, en el departamento de Piura.

## Demografía
En 2017 El Seis tenía una población de 47 habitantes.
| Gráfica de evolución demográfica de El Seis entre 1993 y 2017 |
|                                                               |
| Fuentes: Población 1993 y 2017                                |